# George Bernard Shaw
George Bernard Shaw (1856 – 1950) hay còn được gọi là Bernard Shaw là một nhà viết kịch, nhà phê bình, nhà chính trị và nhà hoạt động chính trị người Ireland. Ảnh hưởng của ông đối với kịch nghệ, văn hóa và chính trị phương Tây kéo dài từ những năm 1880 đến khi ông qua đời. Ông đã viết hơn sáu mươi vở kịch, bao gồm các tác phẩm lớn như Người và Siêu nhân (1902), Pygmalion (1912) và Saint Joan (1923). Với một loạt kết hợp cả châm biếm đương đại và ngụ ngôn lịch sử, Shaw đã trở thành nhà viết kịch hàng đầu trong thế hệ của mình, và năm 1925 đã được trao giải thưởng Nobel Văn học.
Sinh ra ở Dublin, Shaw chuyển đến London vào năm 1876, nơi ông đã gắng sức để trở thành một nhà văn và tiểu thuyết gia, và bắt tay vào một quá trình tự học nghiêm ngặt.Vào giữa những năm 1880, ông đã trở thành một nhà phê bình âm nhạc và opera đáng kính. Sau một sự thức tỉnh chính trị, ông gia nhập Hội Fabian theo học thuyêt dần dần và trở thành người viết luận nổi bất nhất tại đây. Shaw đã viết kịch trong nhiều năm trước thành công đầu tiên ra mắt công chúng là Arms and the Man năm 1894. Bị ảnh hưởng bởi Henrik Ibsen, anh đã tìm cách giới thiệu một chủ nghĩa hiện thực mới vào bộ phim truyền hình tiếng Anh, sử dụng các vở kịch làm phương tiện để phổ biến các ý tưởng chính trị, xã hội và tôn giáo của mình. Vào đầu thế kỷ XX, danh tiếng của ông là một nhà viết kịch đã được bảo đảm với một loạt các thành công quan trọng và được biết đến bao gồm Major Barbara, The Doctor's Dilemma và Caesar và Cleopatra.
Quan điểm bày tỏ của Shaw thường gây tranh cãi; ông đã thúc đẩy thuyết ưu sinh và bảng chữ cái và phản đối tiêm chủng và tôn giáo có tổ chức. Ông tranh thủ sự không ủng hộ của quần chúng đối với Chiến tranh thế giới lần thứ nhất với việc lên án cả hai phe có tội như nhau, và mặc dù không phải là đảng viên đảng cộng hòa nhưng vẫn khiển trách chính sách của Anh về Ireland trong thời kỳ hậu chiến. Những lập trường này không có ảnh hưởng lâu dài đối với vị thế hay công việc soạn kịch; những năm giữa chiến tranh đã chứng kiến một loạt các vở kịch thường đầy tham vọng, đạt được những mức độ thành công phổ biến khác nhau.
Năm 1938, kịch bản của ông được chuyển thể thành phim điện ảnh Pygmalion đã được giải Oscar cho Kịch bản chuyển thể hay nhất. Sự khao khát về chính trị và and cuộc bút chiến vẫn chưa chấm dứt; vào cuối những năm 1920, ông đã từ bỏ chủ nghĩa dần dần của Hội Fabian và thường viết và nói theo cách có lợi cho các chế độ độc tài cánh tả và cánh hữu, ông bày tỏ sự ngưỡng mộ đối với cả Benito Mussolini và Joseph Stalin. Trong thập kỷ cuối cùng của cuộc đời, ông đã đưa ra ít tuyên bố công khai hơn, nhưng vẫn tiếp tục sáng tác nhiều cho tới thời gian ngắn trước khi qua đời, ở tuổi chín mươi, đã từ chối tất cả các danh hiệu quốc gia, bao gồm cả Huân chương Công lao (Order of Merit) năm 1946.
Sau khi ông qua đời, từ đó gây nên mất mát về mặt học thuật và ý kiến phê bình về các tác phẩm của ông rất đa dạng, nhưng ông thường xuyên được các nhà viết kịch Anh đánh giá đứng thứ hai chỉ sau Shakespeare; các nhà phân tích nhận ra tầm ảnh hưởng sâu rộng của ông đối với các thế hệ nhà viết kịch của Anh. Từ Shavian đã đi vào ngôn ngữ như gói gọn các ý tưởng và phương tiện để thể hiện.

## Tiểu sử
George Bernard Shaw sinh ở Dublin, là con thứ ba của George Carr Shaw (1814 – 1885) và Lucinda Elizabeth Shaw (1830 – 1913). Cha trước làm công chức sau chuyển sang buôn ngũ cốc bị thua lỗ trở thành người nghiện rượu, mẹ là ca sĩ chuyên nghiệp, chị gái của Lucinda Frances (1853 – 1920)– cũng là một nữ ca sĩ opera nổi tiếng. Lúc nhỏ Shaw học kém nhưng lại có khiếu về âm nhạc, sớm hiểu và yêu thích tác phẩm của các nhạc sĩ danh tiếng, học thêm về hội họa ở Dublin. Lúc 15 tuổi ông làm nhân viên tập sự, thủ quỹ cho một hãng bất động sản. Năm 1876, ông theo mẹ và hai chị đến London sinh sống, viết các bài phê bình âm nhạc cho các báo để kiếm tiền, tự học, quan tâm và tích cực tham gia các hoạt động xã hội. Năm 1884 ông tham gia thành lập Hội Fabian (Fabian Society) - tổ chức của các trí thức Anh chủ trương quá độ từ chủ nghĩa tư bản lên chủ nghĩa xã hội bằng con đường hòa bình.
Thời kì 1879-1883, Shaw viết tiểu thuyết đầu tay Immaturity (Non nớt) và 5 tác phẩm khác nhưng chưa được in; cuốn An Unsocial Socialist (Một người xã hội chủ nghĩa phi xã hội, 1884) là tiểu thuyết đầu tiên được in năm 1887.
Shaw được coi là cha đẻ của "kịch ý niệm", ông bắt đầu sáng tác kịch từ năm 1885, nhưng bắt đầu nổi tiếng với vở Widowers' Houses (Những ngôi nhà của những người góa vợ, 1892). Đến năm 1903, kịch của ông chiếm lĩnh sân khấu Mỹ, Đức; năm 1904 chiếm lĩnh sân khấu trong nước. Ông càng nổi tiếng thêm khi vua Anh đến dự buổi biểu diễn vở John Bull's Other Island (Hòn đảo khác của John Bull, 1904), sau đó kịch của ông lan tràn sang các nước châu Âu. Shaw được coi là nhà soạn kịch xuất sắc nhất nước Anh, ông muốn dùng nghệ thuật để thức tỉnh con người trước yêu cầu phải thay đổi trật tự tư sản với tất cả các thể chế và tập tục của nó. Ông nhấn mạnh đến chức năng giáo dục của sân khấu, nhưng xem chức năng giáo dục không phải là sự áp đặt từ phía nhà viết kịch mà là khơi dậy nhu cầu thẩm mĩ của chính khán giả. Những vấn đề gay gắt của xã hội đương thời như thế lực khuynh đảo của đồng tiền, các kiểu bóc lột, tình trạng nghèo khổ của người dân kéo theo các tệ nạn xã hội được phản ánh rõ nét trong kịch của Shaw. Phong cách kịch của Shaw thiên về trào lộng, châm biếm, tìm đường đến chân lý thông qua những nghịch lý.
Ông đi du lịch nhiều nơi ở các nước châu Âu, châu Phi, Liên Xô... Trong 2 năm 1932-1933 ông đi vòng quanh thế giới, thăm châu Mỹ và Nhật Bản.
Năm 1923, vở Saint Joan (Nữ thánh Joan) ra đời và được đánh giá là đỉnh cao trong sự nghiệp sáng tác của Shaw, hai năm sau ông được nhận giải Nobel. Shaw dùng tiền thưởng của giải thành lập Quỹ Văn học dành cho các tác giả viết kịch. Ông mất năm 1950 tại nhà riêng ở Hertfrordshire, Anh.

## Tác phẩm
- Immaturity (Non nớt, 1879), tiểu thuyết
- The Irrational Knot (Cuộc hôn nhân không hợp lý, 1880), tiểu thuyết
- Love Among the Artists (Tình nghệ sĩ, 1881), tiểu thuyết
- Cashel Byron's Profession (Nghề của Cashel Byron, 1882), tiểu thuyết
- An Unsocial Socialist (Một người xã hội chủ nghĩa phi xã hội, 1884), tiểu thuyết
- The Man of Destiny (Con người của số phận, 1885), kịch
- You Never Can Tell (Bạn chẳng bao giờ nói được, 1886), kịch
- The quintessense of Ibsenism (Tinh túy của chủ nghĩa Ibsen, 1891), khảo cứu
- Widowers' Houses (Những ngôi nhà của những người góa vợ, 1892), kịch
- The Philanderer (Anh chàng hào hoa, 1893), kịch
- Arms and the Man (Vũ khí và con người, 1894), kịch
- The Devil's Disciple (Đồ đệ của quỷ, 1896-1897), kịch
- Caesar and Cleopatra (Caesar và Cleopatra, 1901), kịch
- Mrs. Warren's Profession (Nghề nghiệp của bà Warren, 1902), kịch
- Man and Superman (Con người và siêu nhân, 1903), kịch
- John Bull's Other Island (Hòn đảo khác của John Bull, 1904), kịch
- Major Barbara (Thiếu tá Barbara, 1905), kịch
- The Doctor's Dilemma (Tình trạng tiến thoái lưỡng nan của người bác sĩ, 1906), kịch
- Fanny's Frist Play (Vở kịch đầu tay của Fanny, 1909), kịch
- The Shewing Up of Blanco Posnet (Vạch trần Blanco Posnet, 1909), kịch
- Misalliance (1910), kịch
- Pygmalion (1912), kịch
- Androcles and the Lion (Androcles và sư tử, 1913), kịch
- Common Sense about the War (Suy nghĩ lành mạnh về chiến tranh, 1914), tiểu luận
- Augustus does his bit (Augustus thực hiện nghĩa vụ của mình, 1917), kịch
- Heartbreak House (Ngôi nhà trái tim tan vỡ, 1919), kịch
- Back to Methuselah (Trở lại Methuselah, 1921), kịch
- Saint Joan (Nữ thánh Joan, 1923), kịch
- The Intelligent Woman's Guide to Socialism and Capitalism (Cẩm nang về chủ nghĩa xã hội và chủ nghĩa tư bản dành cho phụ nữ, 1928), tiểu thuyết tường thuật
- The Apple Cart (Xe chở táo, 1929), kịch
- Too True To Be Good (Xấu nhưng là sự thật, 1931), kịch
- On the Rocks (Mắc cạn, 1933), kịch
- Millionainess (Nữ triệu phú, 1936), hài kịch
- Buoyant Billions (Bạc tỉ của Buoyant, 1946-1948), kịch
- Shakes versus Shaw (Shakes chống lại Shaw, 1949), kịch
- Farfetched fables (Những truyện ngụ ngôn khó tin, 1950), kịch